# 김태성 (1993년)
김태성(1993년 10월 27일 ~ )는 대한민국의 축구 선수로, 포지션은 미드필더이다.